# Сикарелли, Даниела
Дание́ла Сикаре́лли Ле́мос (порт. Daniela Cicarelli Lemos; род. 6 ноября 1978, Белу-Оризонти) — бразильская актриса, телеведущая MTV Brasil и фотомодель.

## Биография
Даниела родилась в Белу-Оризонти. Она является потомком итальянских иммигрантов и воспитана в католической вере.
В январе 2001 года Сикарелли стала общенациональной знаменитостью в Бразилии, когда снялась в рекламе Pepsi. Затем она сыграла роль Ларисы в мыльной опере «Дети Евы» режиссёра Сильвио де Абреу в паре с актёром Рейнальдо Джанеккини. В 2005 году она стала ведущей Beija Sapo, шоу свиданий вслепую на MTV Brasil.

## Личная жизнь
Была помолвлена с бразильским футболистом Роналдо в 2005 году. Через три месяца после помолвки они расстались.
Секс-видео с её участием, снятое папарацци Мигелем Темпрано в сентябре 2006 года, транслировалось в программе Dolce Vita на испанском телеканале Telecinco. На видео Сикарелли, находясь на испанском пляже в Тарифе, ласкала своего приятеля, сотрудника Merrill Lynch, Ренато «Тато» Мальзони, после чего они занимались сексом в воде.

## Фильмография
| Год  |   | Русское название          | Оригинальное название | Роль   |
| ---- | - | ------------------------- | --------------------- | ------ |
| 2004 | ф | Диди хочет стать ребёнком | Didi Quer Ser Criança | Катя   |
| 2001 | с | Дети Евы                  | As Filhas da Mãe      | Лариса |